# 99식 전차
99식 전차는  중국의 주력 전차다. 125mm의 주포를 가지고 있다. 중국이 운용하는 가장 최신형 전차이다.

## 제원
- 이름: ZTZ-99
- 정면 방호력: 700mm(99식), 800mm(99식A), 850mm(99식A2)
- 관통력: Type-IIM 날탄 (2km 사거리에서 600mm)
- 가속력: 시속 32km/h까지 정지 상태에서 도달하는 시간 14초 이상

## 보유량
중국 인민해방군 육군은 종합 1,000대 이상의 99식 전차를 보유하고 있다.
- 중국 - ZTZ-99 496대
- 중국 - ZTZ-99A 500대+

## 특징

### 방호력
99식 전차는 기본형은 KE 740mm HE 1,050mm 방호력의 포탑 전면 장갑을 갖고 있다.

### 장갑
99식 전차는 실질적으로 98식 전차의 개량형이지만, 더욱 개량하여 99G식 전차로 발전하고 있다. 가장 큰 특징은 포탑에서 레오 파르트 2A6와 같은 쐐기형의 증가 장갑이 장착되어 있으며, 이것은 단지 증가 장갑이 아닌 폭발 반응 장갑과 복합 장갑을 조합한 갑옷의 일종으로 된다. 포탑 측면에 폭발 반응 장갑이 장착되어 HEAT탄에 방어 능력을 향상시키고 있다. 차체와 포탑 부분에 장착된 폭발 반응 장갑은 산서성의 중베이 대학에서 개발된 FY-4 / FY-5 폭발 반응 장갑 (FY는 중국의 '반응 (FanYing) "의 약자라고 생각함)으로 볼 수 있다. FY-4 / FY-5는 중국 제 2 세대의 폭발 반응 장갑에 대 성형 작약탄 환산으로 400mm 이상의 방어력을 가지며, HEAT탄뿐만 아니라 운동에너지탄에 대한 방어 능력도 겸비하고 있다고 하고 있다 [1] . 증가 장갑과 함께, 정면 장갑의 방어력은 대 HEAT에서 1,000-1,200mm의 균질 강판에 해당하며, 폭발 반응 장갑의 장착만으로 무게가 약 700kg 증가했다고 한다 [1] .
99식에는 증가 장갑 장착 방식이 다른 여러 종류가 존재한다. 최근 확인된 유형은 포탑의 증가 장갑 장착 형상이 변경되어 위에서 보면 포탑 전방에 좁혀진 것처럼 되어 있으며, 설형 문자 기갑의 경사각도 강화되고 있다. 포탑 측면의 긴 모양 랙 포탑 후방까지 연장되고 랙 측면에 장착 된 폭발 반응 장갑의 수도 증가하고 있다. 차체 전면의 폭발 반응 장갑의 모양도 약간 다르다. 이 유형의 증가 장갑의 설치 방법은 96식 전차의 장갑 강화형이다. 96G식 전차의 장착 방법과 유사하며, 일반적인 증가 장갑을 채용한 것으로 추측된다.

### 무장
T-72를 베이스로 개발이 진행된 적도 있어, 주포 구경은 같이 125mm 활강포이다. 실제로 열린 사격 시험에서 2,000m 떨어진 기동 목표 (인간이 원격 조작)에 46발의 발사 시험을 실시하여 다음 탄 명중률 100 %의 정확도였다.

#### 관통력
99식 전차는 중국이 개발한 Type-IIM 철갑탄을 발사할 수 있다. 2km 사거리에서 관통력 600mm의 철갑탄으로 한국의 650mm 관통력의 K-276이나 670mm 관통력의 K-279날탄보다 비교적 낮은 수준이다.

### 엔진
98식 전차에 비해 99식 전차의 탑재 엔진은 개선된 1,500hp 디젤 엔진에 환장되어 최고 속도도 80km / h에 향상하고 있다.

### 기동력
정지 상태에서 시속 32km/h까지 도달하는 시간이 미국 M1 에이브람스 전차가 7.2초,독일의 레오파르트2A7 전차가 5.5초정도며, 프랑스의 AMX-56 르끌레르 전차가 6초대다.중국 99식 전차는 14초 이상으로 매우 기동력이 안 좋다. 특히 99식A2 전차는 가장 무거운 장갑으로 무장하고 있어 기동력을 크게 희생시켰다.

### 능동방어시스템
본 차량의 가장 큰 특징은 JD-3라는 중국군 자신의 능동 방어 시스템 (Active Protection System) 인 '액티브 레이저 방어 시스템 " [5]를 포탑 표면 좌측 포수 용 해치 후방에 탑재하고 있는 것이다. 이것은 러시아 의 슈토라 같은 대 적외선 보호 장치는 대응할 수 있는 위협이 적외선 이용의 무기 에만 국한되어 버린다 위해 개발 된 것으로, 적의 차량이나 대전차 미사일 발사기와 대전차 헬기 등 에서의 측거 / 조준 레이저를 감지하고 경고 적의 레이저 거리계 / 조준기 등에 대해 교란 레이저를 발하는 것으로 공격을 방지 시스템이다 [6] . JD-3는 교란뿐만 아니라 무선 봉쇄 하에서僚車와 통신 [7] 적의 무기의 조준 장치의 파괴 · 적 승무원을 실명시키는 것도 가능 [8] 라는 정보도 있지만 확정 정보는 아니고, 자세한 것은 불명이다.
JD-3의 구성은 중앙의 경계 레이다 부분과 왼쪽의 레이저 발진기 겸 레이저 거리계 겸 레이저 송수신기와 오른쪽의 3 연장 발사기 (디스 차저)로 구성된다. 중앙부의 레이다는 좌우로 선회하고 그 좌우에 장착 된 레이저 발진기 발사기는 상하에 부앙한다.

## 같이 보기
- K2 흑표
- 90식 전차 (일본)
- T-90
- M1 에이브람스
- 중국 인민해방군 육군

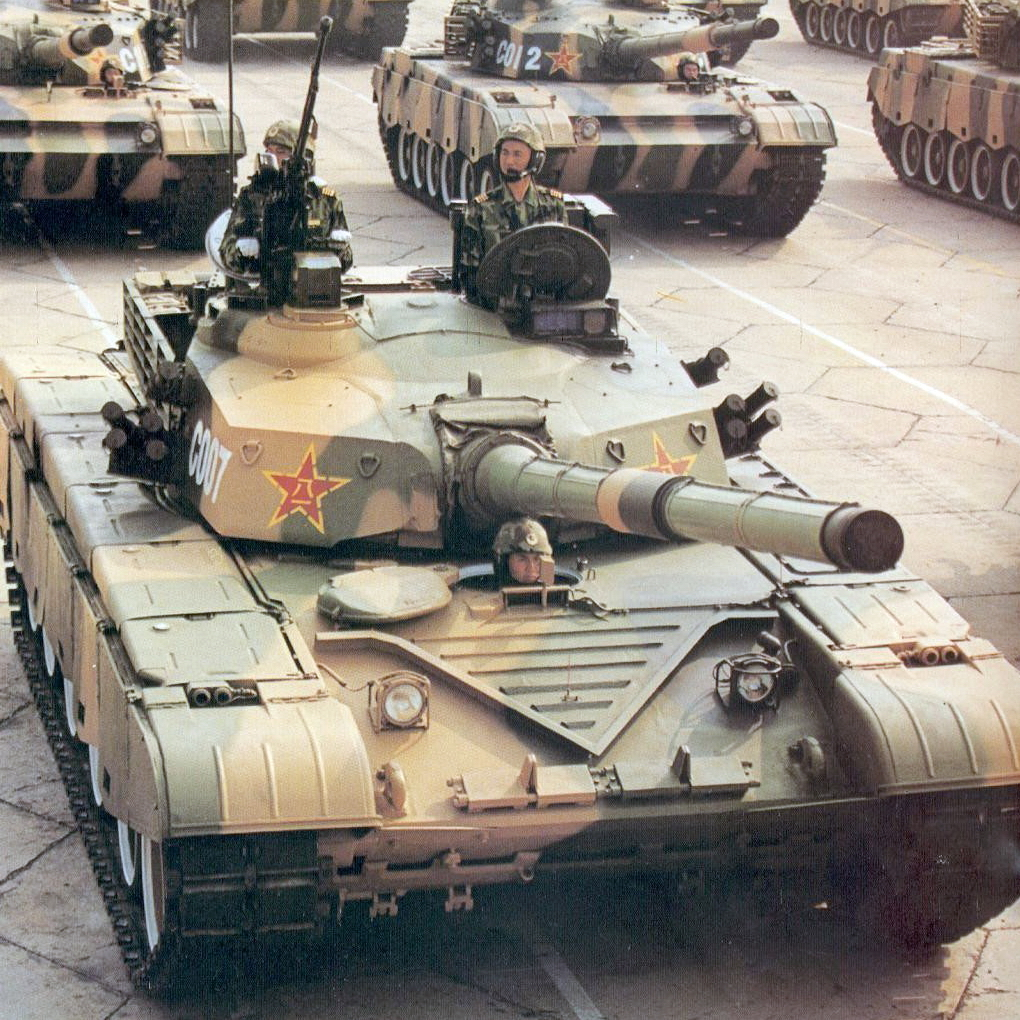
9910
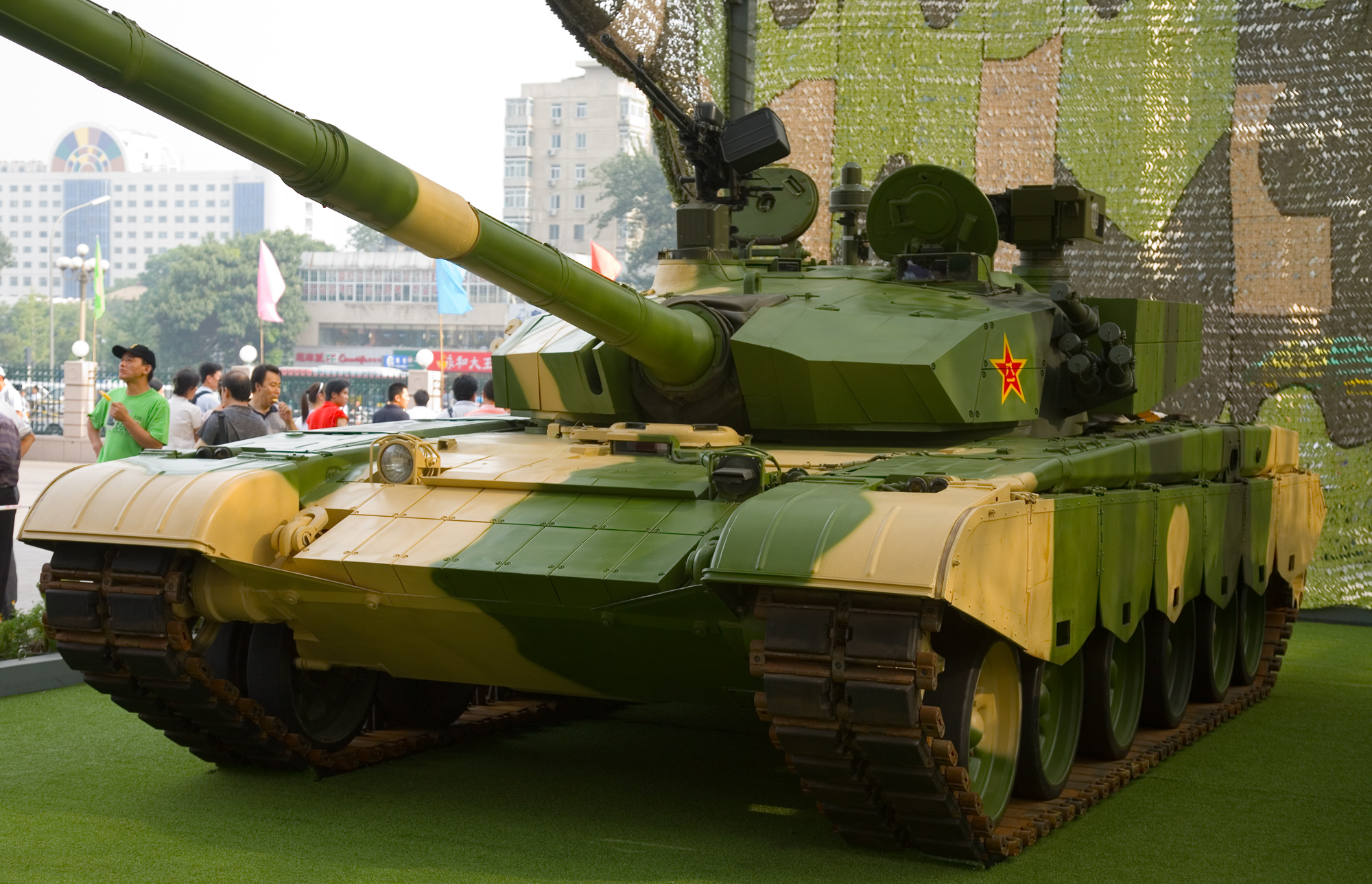
99식
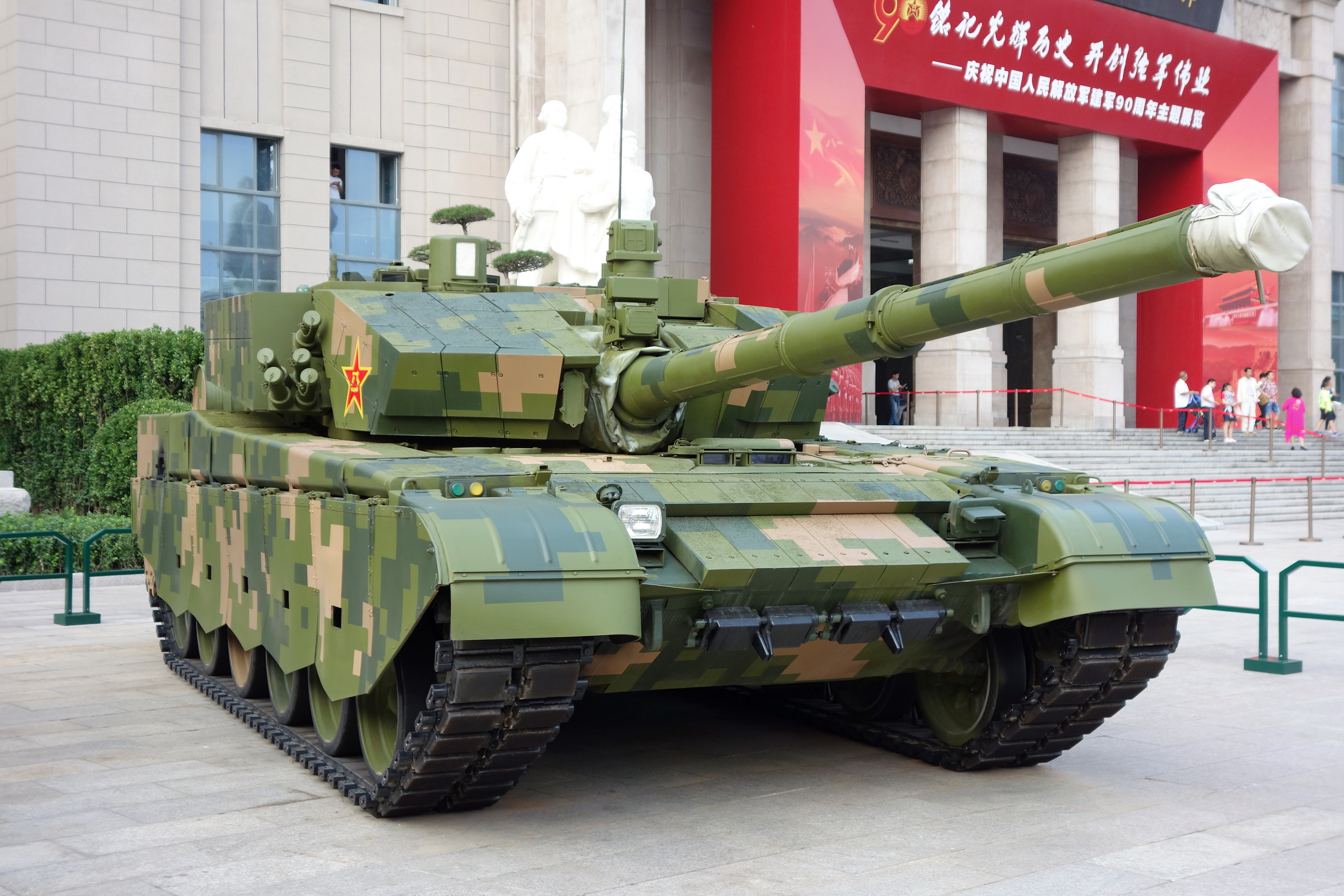
99A식

틀:현용 3세대 전차